# Antipedagogiek
Antipedagogiek is een pedagogische stroming die zich keert tegen leeftijdsdiscriminatie jegens kinderen, en vooral de macht die volwassenen tegen kinderen uitoefenen. Zij ziet dit als een schending van kinderrechten. Antipedagogische literatuur wil de negatieve effecten van conventionele pedagogiek aantonen. Ze pleit voor gelijkheid tussen generaties. In 1975 verscheen het boek Antipedagogic: Studies on the Abolition of Education van von Braunmühl, waarin deze stroming wordt gerechtvaardigd.

## Oorsprong en stellingen
Heinrich Kupffer's essay Antipsychiatrie und Antipädagogik, gepubliceerd in 1974, was een van de eerste publicaties waarmee de term 'antipedagogisch' werd geïntroduceerd.  Heinrich Kupffer, die sociale pedagogiek doceerde aan de Onderwijsuniversiteit in Kiel, bereidde de kritiek op de psychiatrie uit naar de pedagogiek.
Al in 1970 hadden von Braunmühl en anderen in Wiesbaden 1. Antipedagogische Club Kinderhaus e.V. (1. APC Kinderhaus) opgericht, waarin een poging werd gedaan om de antipedagogische stroming in de praktijk te brengen.
In 1975 werd het boek Antipedagogic - Studies on the Abolition of Education van Ekkehard von Braunmühl uitgegeven.
Volgens von Braunmühl zijn opvoeding en pedagogiek niet alleen overbodig, maar ook "ongunstig voor kinderen, mensen en het leven". Opvoeden is minachting, onderwerping en onrecht dat kinderen wordt aangedaan. Hij weigert fundamenteel om kinderen bevelen of verboden te geven.
Von Braunmühl verwijst naar de 'pedagogische houding' die onlosmakelijk verbonden is met de vermeende 'behoefte aan sturing' van kinderen. Opvoeding is daarom een aanduiding "uitsluitend voor planmatige, opzettelijke handelingen gericht op het kind als object".  Hij geeft kritiek op het feit dat opvoeders “opvoeden gelijkstellen met leren”, terwijl opvoeden een activiteit door volwassenen tegen kinderen is en het andere een activiteit door kinderen.
Het opvoeden van de kinderen volgens bepaalde doelen en stromingen kenmerkt de pedagogische houding. Door deze te overwinnen, zou zelfstandig en vrij leren leren mogelijk worden gemaakt, de onschendbare waardigheid van het kind worden gewaarborgd en de vijandigheid van het kind worden verminderd.

In het boek The Secret Generations Contract - Beyond Pedagogy and Anti-Pedagogy  en in het nawoord van de 5e editie van "Antipädagogik" (1988) blikt von Braunmühl terug op de ontwikkelingen sinds de uitgave van Antipädagogik in 1975 en relativeert zijn toon:
Miljoenen ouders, opvoeders en docenten geloven nog steeds in hun opvoedkundige verantwoordelijkheden, hoewel ze niet de macht hebben die noodzakelijkerwijs overeenkomt met deze verantwoordelijkheid of er een gerechtvaardigde afstand van hebben gedaan. Men blijft zich overbodig zorgen maken. Hoewel het gif van de pedagogiek de kinderen niet meer rechtstreeks bereikt, heeft het nog steeds effect op volwassenen en tast dus ook relaties met kinderen aan. Hoewel ze in wezen hun eigen ding doen, lijden volwassenen vaak in angst omdat ze nog steeds het idee van opvoedkundige verantwoordelijkheden in zich hebben. Voor zulke volwassenen is radicale antipedagogische opvoeding een echte zegen - maar alleen als het niet wordt opgelegd. Je kunt dit tegengif sowieso niet onvrijwillig bij iemand injecteren. Maar het heeft effect om volwassenen te wijzen op het bestaan en de genezende werking van het tegengif. 

## Gevolgen
In een poging om te bemiddelen tussen antipedagogiek en conventionele pedagogiek, ontwikkelde Wolfgang Hinte het concept van niet-directieve pedagogiek geïnspireerd door Carl R. Rogers, dat hij later individuele pedagogiek noemde. Hij verstond daaronder "de inspanning om de leerpartner de verantwoordelijkheid en (wanneer mogelijk) volledige keuzevrijheid te laten over hoe, waar, met wie en wat hij met welke middelen wil leren".
In een open brief, gestuurd op 13 mei 1996,  en in het boek Wat is antipedagogische opvoeding? Misverstanden, misstanden, mislukkingen van de radicale kritiek op opvoeding  nam von Braunmühl nadrukkelijk afstand van de opvattingen en praktijken van Hubertus von Schoenebeck. In 1978 had hij in Münster de Vriendschap met Kinderen – Förderkreis e. V. opgericht om de antipedagogische stroming bij het publiek bekend te maken. Von Schoenebeck ontwikkelde daarentegen een "nieuwe filosofie van het leven" - onder de term “antipedagogiek” - die niets meer te maken had met de idealen van de antipedagogische opvoeding. Hij stopte met het gebruik van de term in 1997.
De uitgeverij Tologo in Leipzig en het aldaar uitgegeven Unerzogen Magazin, dat sinds 2007 aldaar wordt uitgegeven, staan voor antipedagogiek.
Een van de verdiensten van antipedagogiek is dat het de aandacht heeft gegeven aan de aannames over de effectiviteit van opvoeding, op de negatieve effecten van opvoeding en op de historische gebondenheid van pedagogische ideologieën en stromingen.

## Kritiek
De traditionele pedagogiek heeft slechts onregelmatig commentaar gegeven over antipedagogiek. Michael Winkler en Andreas Flitner zijn twee van de weinige opvoedkundigen die bekend staan als critici van opvoeding; beiden stellen zich op het standpunt dat de relatie tussen volwassenen en kinderen, die wordt bepaald door onbaatzuchtigheid en warmte, eerder wordt geschaad dan bevorderd door de verhoudingen die de antipedagogiek hier wil toepassen.  Harm Paschen stelt zich op het standpunt dat antipedagogiek zelf een pedagogische stroming is. 